# Cash du Rib
Cash du Rib född 15 augusti 2012, är en fransk varmblodig travhäst som tränas och körs av Jean-Loïc-Claude Dersoir.
Han började tävla i juli 2015 och inledde med att segra i sitt första lopp. Han har hittills sprungit in 863 985 euro på 136 starter, varav 11 segrar och 16 andraplatser samt 16 tredjeplatser. Den hittills största segern är tagen i Grand Prix de Noël (2022).
Hon har även segrat i Grand Prix du Centre-Est (2020), Prix du President (2023), Grand Prix de Gelsenkirchen (2023), Grand Prix de la Toussaint (2023) och på andraplats i Prix de Roubaix (2019), Prix de La Manche (2020), Prix Jean-Luc Lagardère (2022), Grand Prix du Sud-Ouest (2022), Prix Pierre-Désiré Allaire (2023) samt på tredjeplats i Prix de Strasbourg (2020), Prix Alexandre Roucayrol (2021) och Prix du Luxembourg (2023).

## Statistik
| Statistik för Cash du Rib (Ref.) | Statistik för Cash du Rib (Ref.) | Statistik för Cash du Rib (Ref.) | Statistik för Cash du Rib (Ref.) | Statistik för Cash du Rib (Ref.) | Statistik för Cash du Rib (Ref.) |
| -------------------------------- | -------------------------------- | -------------------------------- | -------------------------------- | -------------------------------- | -------------------------------- |
| Starter                          | Placeringar                      | Startprissumma                   | Segerprocent                     | Platsprocent                     | Rekord                           |
| 136                              | 11-16-16                         | 863 985 euro                     | 8 %                              | 32 %                             | 1.10,6ak,                        |

### Större segrar
| År   | Lopp                        | Kusk                     | Vinstbelopp | Grupp   |
| ---- | --------------------------- | ------------------------ | ----------- | ------- |
| 2020 | Grand Prix du Centre-Est    | Jean-Loïc-Claude Dersoir | 33 7500 EUR | Grupp 3 |
| 2022 | Grand Prix de Noël          | Jean-Loïc-Claude Dersoir | 36 000 EUR  | Grupp 3 |
| 2023 | Prix du President           | Jean-Loïc-Claude Dersoir | 25 000 EUR  | Grupp 2 |
| 2023 | Grand Prix de Gelsenkirchen | Jean-Loïc-Claude Dersoir | 25 000 EUR  | Grupp 2 |
| 2023 | Grand Prix de la Toussaint  | Jean-Loïc-Claude Dersoir | 50 000 EUR  | Grupp 2 |